# Црквиште Св. Богородице
Црквиште Св. Богородице је археолошки локалитет који се налази у месту Штупељ, општина Клина. Време градње је између 1300. и 1500. године.
На локалитету су откривени остаци једнобродне цркве, оријентације југоисток — северозапад и некрополе. Пронађени су остаци полукружне апсиде и зидова, дужине 8 метара а ширине до 2.80 метара. Као материјал су коришћени тесани камен и малтер.
Некропола је са споменицима, каменим плочама и масивним крстовима. У повељи Стефана Дечанског и у турским катастарским пописима помиње се Штупељ, по чему се претпоставља да је период градње 14 — 15. век.